# Файет (окръг, Кентъки)
Окръг Файет (на английски: Fayette County) е окръг в щата Кентъки, Съединени американски щати. Площта му е 741 km², а населението - 260 512 души (2000). Административен център е град Лексингтън.